# فاطمه کشاورز (وزنه بردار)
فاطمه کشاورز (زاده ۱۳۸۳ مرودشت) ورزشکار، وزنه بردار و عضو تیم ملی وزنه برداری زنان ایران است.
وی در مسابقات وزنه برداری قهرمانی آسیا که در سال ۲۰۲۳ در کره جنوبی برگزار شد به دو مدال برنز دست یافت.

کشاورز به عنوان عضو تیم ملی وزنه برداری جوانان ایران در مسابقات وزنه برداری در لئون در کشور اسپانیا شرکت کرده بود ناگهان بعد از مسابقات هتل محل اقامت خود را ترک کرده است.